# 대변-구강 경로

대변-구강 경로의 질병 전파를 보여주는 F-도표(대변, 손가락, 파리, 밭, 액체, 음식). 파란 세로줄은 전파 경로를 차단하는 수단인 변기, 상수도, 개인 위생, 손 씻기를 나타낸다.

대변-구강 경로(大便口腔經路, 영어: fecal-oral route)는 사람의 대변에 있는 병원체가 다른 사람의 입으로 들어가 병을 옮기는 감염 경로이다. 대변-구강 경로를 통해 병이 퍼지는 주된 이유는 불충분한 위생 시설로 인한 야외 배변과 개인 위생 소홀 따위가 있다. 흙이나 물이 대변에 오염되면 수인성 질병이나 토양 매개 질병이 옮을 수 있다. 또 음식물이 대변에 오염되는 것도 대변-구강 경로 감염의 사례이다. 엉덩이를 닦거나 아기 기저귀를 갈고 나서 손 씻기를 제대로 하면 식중독을 예방할 수 있다.
대변-구강 경로의 주 요인은 ‘F’로 시작하는 다섯 단어인 손가락(finger), 파리(flies), 논밭(field), 액체(fluid), 음식(food)으로 요약할 수 있다. 대변-구강 경로로 전염되는 질병으로는 설사, 장티푸스, 콜레라, 소아마비, 간염 등등이 있다.

## 배경

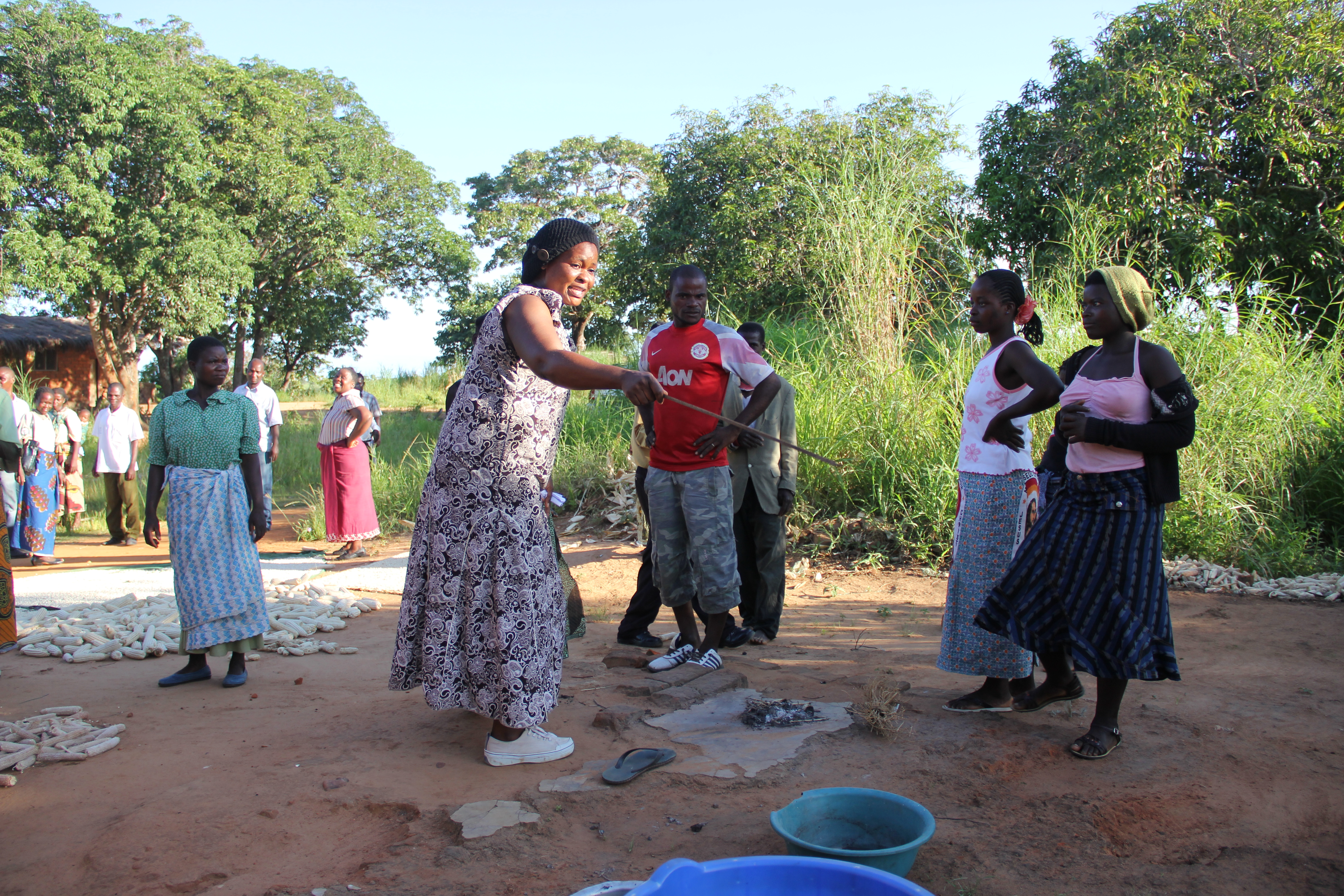
공동체 주도 위생 관리(CLTS)를 위한 동기부여 활동에서 마을 주민들이 파리가 사람의 대변과 음식을 왔다갔다하며 병을 옮기는 모습을 지켜보고 있다. (말라위호 근처 마을, 말라위)

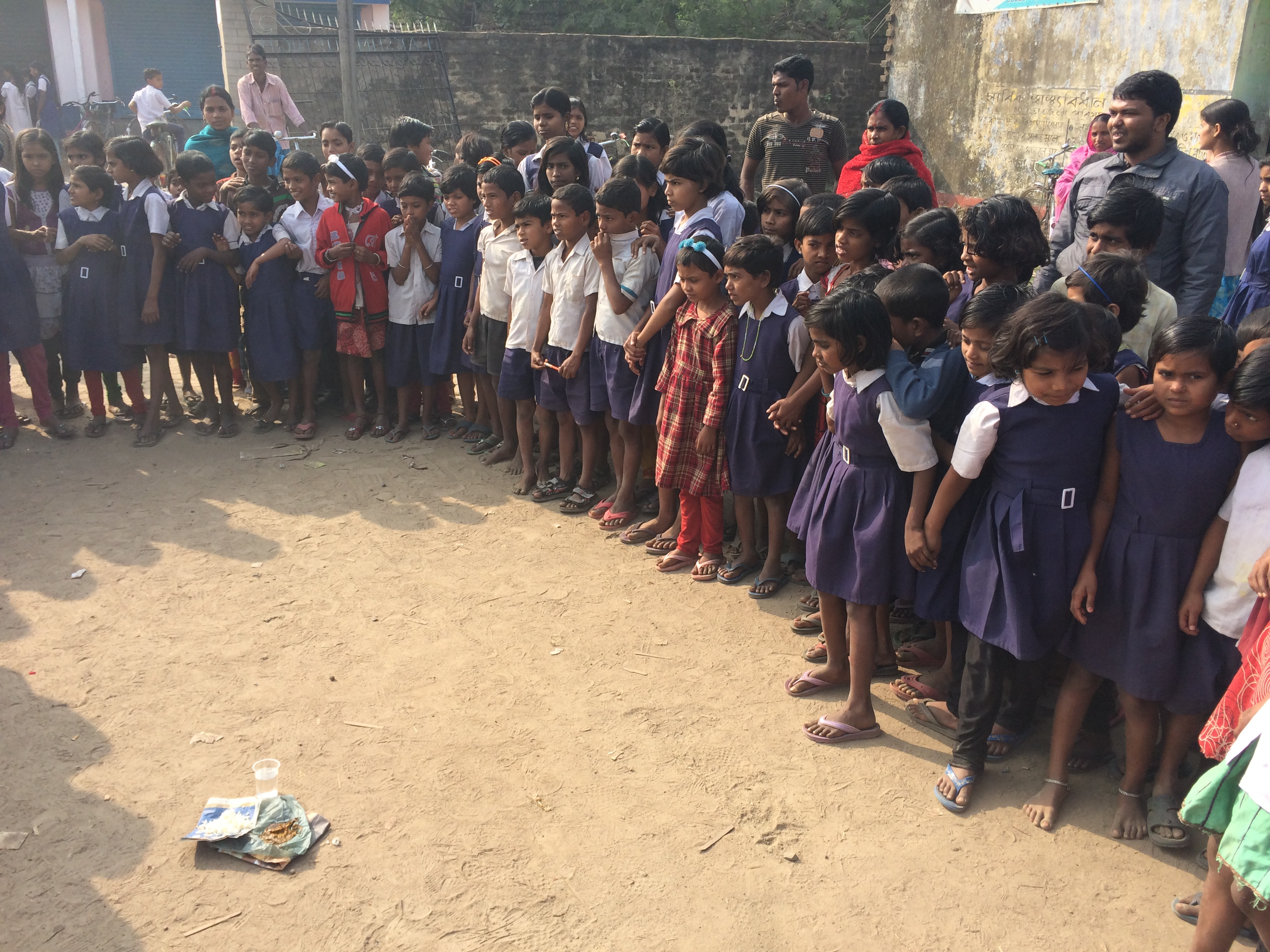
인도 서벵골주의 학생들이 공동체 주도 위생 관리(CLTS)를 위한 동기부여 활동에서 파리가 사람의 대변과 물컵 사이를 오가는 모습을 관찰하고 있다. 이를 통해 물이 병원체에 오염되는 과정을 배울 수 있다.

### F-도표
“F-도표”는 1958년 세계보건기구에서 발간한 문서에 뿌리를 두고 있다. 이 문서는 사람의 대변에서 시작되는 전파 경로와 차단 수단을 설명하고 있다. 그 뒤로 여러 수정을 거쳐 오늘날과 같은 모양의 F-도표가 만들어졌다. F-도표는 공중 위생 관련 문서에 널리 쓰인다.
 F-도표는 물, 손, 벌레, 흙을 거치는 대변-구강 경로들을 보여준다. 각각의 전파 경로는 기억하기 쉽도록 “F”로 시작하는 이름이 붙어 있는데, 액체(fluid), 손가락(finger), 파리(fly), 음식(food), 논밭(fields), 비생체 접촉 매개물(fomite; 물체나 가구의 표면) 등이다.
F-도표에는 인간의 대변만이 아니라 동물의 대변에 관한 내용도 포함되어야 한다.
적절한 위생 관리를 실시하면 손, 물, 음식을 통한 감염 전파를 예방할 수 있다. F-도표에는 위생 관리(특히 화장실 사용과 손 씻기)가 어떻게 대변-구강 경로의 질병 전파를 막는 효과적인 장벽이 될 수 있는지가 잘 드러나 있다.

## 예시

### 전파 방식
전파 과정은 단순할 수도 있고 여러 단계로 이루어질 수도 있다. 대변-구강 경로로 병이 퍼지는 과정으로는 다음과 같은 예를 들 수 있다.
- 물이 대변에 오염되었지만(예: 재래식 화장실로 인한 지하수 오염) 제대로 정화하지 않고 마시는 경우
- 손이 대변으로 오염된 사람과 악수하거나, 아기의 기저귀를 갈거나, 마당을 가꾸거나, 가축이나 애완동물을 다루는 경우
- 주위에 대변이 있는 상황에서 만든 음식을 먹는 경우
- 집파리 따위가 야외에 노출된 대변에서 병원체를 옮기는 경우
- 변기를 사용하거나 대변에 노출된 후 손을 제대로 씻지 않는 경우
- 대변에 노출된 물체나 장소를 제대로 세척하지 않는 경우
- 입에 대변이 닿을 수 있는 성행위, 예컨대 애닐링구스, 분변기호증적 행위, 항문성교에 이은 구강성교 등.
- 대변을 먹는 경우(식분증). 어린이가 먹기도 하고, 정신질환이 있는 어른이 먹기도 함.
- 흙을 먹는 경우

### 예방

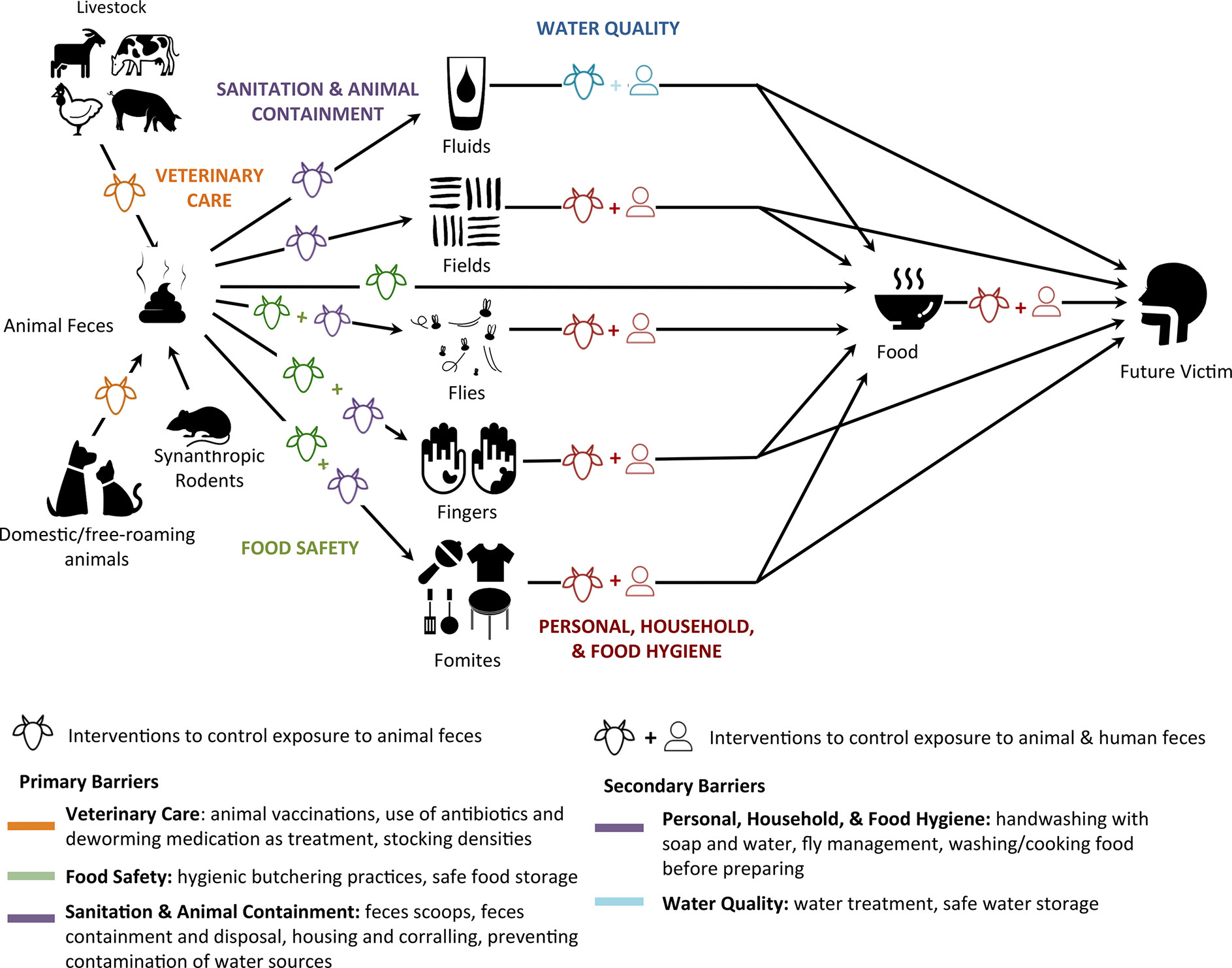
동물 대변에 사람이 노출되는 일을 차단할 수단에 대한 정보를 추가한 F-도표.

위생 습관을 바꾸고 야외 배변을 근절하기 위한 한 가지 방책은 공동체 주도 위생 관리(community-led total sanitation)이다. 이 과정에서는 파리가 대변과 음식물 사이를 옮겨 다니는 모습을 주민들에게 실연해서 보여 주는데, 이를 통해 주민들에게 위생 관리의 중요성을 일깨워 줄 수 있다.

## 전파되는 질병
대변-구강 경로로 전파될 수 있는 대표적인 질병은 다음이 있다. 병원체의 종류에 따라 분류하였다.

### 세균
- 콜레라(콜레라균)
- 클로스트리디움 디피실 감염증(클로스트리디움 디피실)
- 이질(이질균)[4]
- 장티푸스(살모넬라 엔테리카)[5]
- 장염비브리오 식중독(장염비브리오균)[6]
- 병원성대장균 식중독(대장균)[7]
- 캄필로박터 감염증(캄필로박터)[8]

### 바이러스
- A형 간염[9]
- E형 간염[10]
- 수족구병(엔테로바이러스)
- 노로바이러스 장염(노로바이러스)
- 소아마비(폴리오바이러스)
- 로타바이러스 장염(로타바이러스)[7]

### 원생생물
- 아메바성 이질(엔타메바 히스톨리티카)[7]
- 람블편모충증(람블편모충)[11]
- 와포자충증(와포자충)
- 톡소포자충증(톡소포자충)[8]

### 기생충
- 조충증
- 회충증

## 같이 보기
- 변기